# Augusto Pinochet
Augusto José Ramón Pinochet Ugarte, mer känd som Augusto Pinochet, född 25 november 1915 i Valparaíso, Chile, död 10 december 2006 i Santiago, Chile, var en chilensk general, politiker och diktator. Han tog makten i Chile genom en militärkupp 1973 och var landets självutnämnde statschef mellan 1973 och 1990, först i egenskap av ledare för militärjuntan mellan september 1973 och juni 1974, sedan som Jefe Supremo de la Nación mellan juni och december 1974 och slutligen som republikens president från december 1974 till mars 1990. Han var arméchef 1973–1998 och därefter, som expresident, livstidssenator till 1999 då han förlorade sin diplomatiska immunitet. Pinochet utnämndes av president Salvador Allende till arméchef 1973, efter föregångaren Carlos Prats. Sedan Chiles parlament i augusti 1973 förklarat Allendes regim som olaglig och inrått de väpnade styrkorna att avsätta honom, lät Pinochet storma Monedapalatset och i samband med det begick Allende självmord. Pinochet upplöste därefter parlamentet och upprättade en styrande junta under sin ledning som behöll makten i landet till mars 1990. Han tog själv presidentposten i december 1974 och gav sitt styre konstitutionell grund genom en ny grundlag 1980 (som i modifierad form ännu gäller). I en andra folkomröstning 1988 misslyckades han vinna stöd för ännu en mandatperiod och avgick till förmån för den demokratiske samlingskandidaten Patricio Aylwin. Pinochet tvingades 1998 lämna posten som arméchef och tillbringade återstoden av sitt liv med att undvika att ställas inför rätta för brott mot de mänskliga rättigheterna begångna under hans presidenttid.

## Uppväxt och tidig karriär
Augusto Pinochet föddes i Valparaíso den 25 november 1915. Hans far var ättling till immigranter från Bretagne och hans mor hade baskiska anor. Pinochet gick i grundskolan i Valparaíso och militärakademin i Santiago år 1931. Han tog examen med underlöjtnants grad år 1935. 1943 gifte han sig med Lucía Hiriart Rodríguez (1922-2021), dottern till en välbärgad politiker och advokat. Under 1950-talet både undervisade han och studerade han på olika militärakademier. I januari 1971 utsågs han till befälhavare för garnisonen i Santiago och år 1972 blev han arméns stabschef. 22 augusti 1973 avgick dåvarande överbefälhavaren Carlos Prats efter att ha förlorat det mesta av folkets och militärens förtroende. President Salvador Allende utsåg dagen efter general Pinochet till Chiles nya överbefälhavare.

## Militärkuppen 1973
I augusti 1973 skakades Chile av en författningskris där den oppositionsdominerade Deputeradekammaren anklagade regeringen för att bl.a. bryta mot författningen när Allende vägrade skriva under författningstillägg som skulle ha förbjudit de förstatliganden som pågick. Den 9 september lyckades senaten få igenom missförtroendeförklaring mot Allende men då denne vägrade att avgå bad senaten igenom en förfrågan till militären att ingripa för att avsätta regeringen och presidenten.
Den 11 september inleddes militärkuppen med koordinerade aktioner runtom i landet och kulminerade i bombardemanget av presidentpalatset varpå Salvador Allende via radio sände ett sista tal. En obduktion 2011 visade att Allende begick självmord med sin AK-47.

## Militärdiktatur
Direkt efter kuppen etablerades Militära regeringsjuntan (spanska: Junta Militar de Gobierno) under gemensam ledning av Augusto Pinochet för armén, Gustavo Leigh för flygvapnet, José Toribio Merino för flottan och César Mendoza för polisen. Eftersom Pinochet var chef för den äldsta försvarsgrenen blev han juntans ledare. Juntan upplöste Nationalkongressen, åsidosatte konstitutionen och tog över den verkställande och lagstiftande makten. Censur och utegångsförbud infördes omedelbart efter kuppen. Ursprungligen var det meningen att makten skulle cirkulera mellan juntamedlemmarna men Pinochets position blev permanent. Den 27 juni 1974 utsåg han sig till Jefe Supremo de la Nación (Nationens högste ledare) och den 17 december samma år tog han formellt över presidentämbetet. Kort därefter började de politiska förföljelserna och de påtvingade försvinnandena av medlemmar av vänsteroppositionen ta fart. Redan i oktober 1973 organiserades en särskild dödspatrull, den så kallade Dödens karavan (spanska: Caravana de la Muerte), som avrättade personer runtom i landet som hade gripits av militären. Månaderna efter kuppen intensifierades förföljelserna och tusentals misstänkta meningsmotståndare och vänstersympatisörer försvann spårlöst.
Pinochet kombinerade politisk diktatur med en marknadsekonomisk politik som utformades bland annat med hjälp av chilenska ekonomer utbildade vid universitetet i Chicago, de så kallade Chicago Boys. Dessa inspirerades av Milton Friedmans och de så kallade nyliberala ekonomiska teorierna om statlig avreglering, fri konkurrens med mera. Resultatet av denna ekonomiska politik beskrevs av Milton Friedman själv som det chilenska undret. Pinochets kamp mot kommunismen gjorde honom till en nära allierad till USA som också stödde hans styre. Under Pinochet stödde Chile även Storbritannien under Falklandskriget 1982, bland annat genom att förse Storbritannien med underrättelseuppgifter.

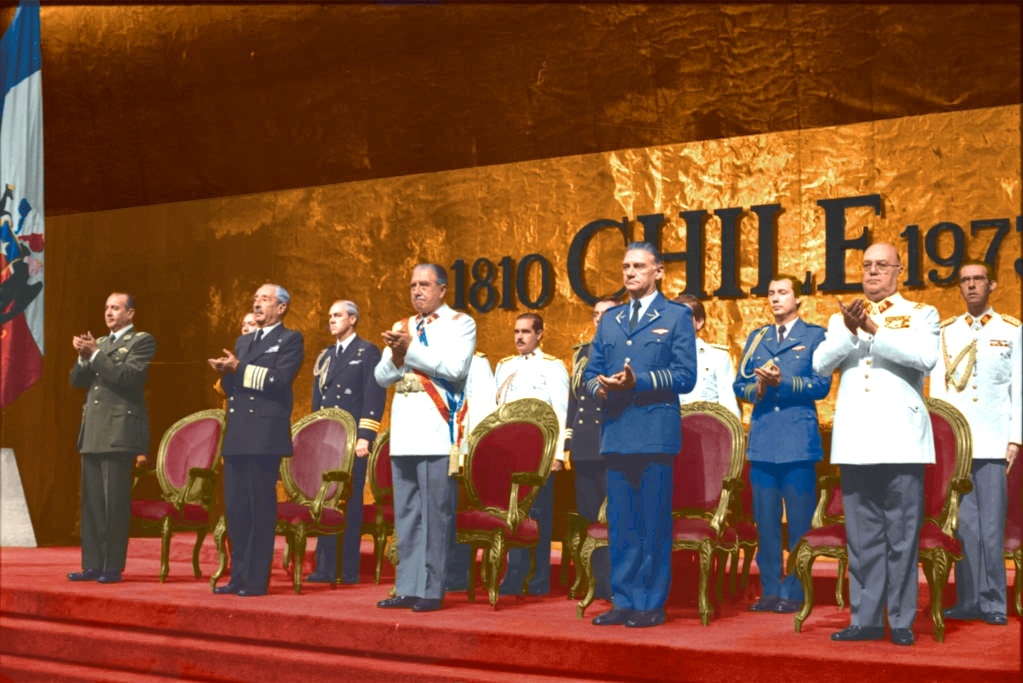
General Pinochet på ett hyllningsevenemang för Chiles självständighet samt 1973 års militärkupp

Pinochets Chile deltog tillsammans med militärdiktaturerna i Brasilien, Uruguay, Paraguay, Bolivia och Argentina i Operation Condor. Samarbetet, som grundades i Chile på Pinochets 60-årsdag, den 25 november 1975, gick ut på att förfölja politiska motståndare utanför deras hemländer.
1982 avled f.d. kristdemokratiske presidenten Eduardo Frei Montalva som ursprungligen uppmanat till militärkupp mot Allendes regering men senare blivit motståndare till juntan. Anklagelser riktades mot hemliga polisen för att ha förgiftat honom precis innan en medicinsk operation.
I en folkomröstning 1988 förkastade chilenarna fortsatt styre av Pinochet, och demokratiska val med flera kandidater anordnades senare. Den 11 mars 1990 avslutades 17 år av militärdiktatur, då Pinochet efterträddes som president av den demokratiskt valde Patricio Aylwin. Pinochet hade själv utlyst valet men han hade överskattat sin egen popularitet. Efter att ha förlorat presidentposten behöll han positionen som arméchef vilket medförde fortsatt stort politiskt inflytande, något han förklarade med behovet av att skydda armén från nedskärningar och att skydda det militära ledarskapet från åtal för politiska förföljelser. År 1998 avgick Augusto Pinochet slutligen som arméchef men erhöll istället en post som livstidssenator och fick därmed fortsatt åtalsimmunitet.

### Förföljelser och människorättsbrott
Enligt måttfulla beräkningar, som Rettigrapporten, skördade Pinochets ämbetsperiod minst 3 000 personers liv. Den oberoende, statliga Valechrapporten (se nedan) från 2004 kom fram till att ca 30 000 personer drabbats av förföljelsen, genom mord, tortyr eller politiska fängslanden. En mängd vänstersympatisörer, fackligt aktiva och regimkritiker, men även andra som råkade befinna sig på fel plats vid fel tidpunkt, fängslades, torterades och försvann spårlöst. De mest kända personer som mördades var Víctor Jara, som avrättades på fotbollsarenan Estadio Chile fem dagar efter militärkuppen, och Orlando Letelier, Allendes utrikesminister, som dödades i landsflykt av Pinochets säkerhetspolis. På senare år har man upptäckt massgravar, vars offer kan spåras till diktaturåren. 
Pinochets regim lät även kasta politiska motståndare från helikoptrar ner i Stilla havet eller i någon av Chiles sjöar och floder. Totalt skall 120 kroppar ha dumpats med denna metod. Högt uppsatta militärer, som medverkade i hanteringen, vittnade 2003 om att många offer flögs ut över Stilla havet och kastades i havet för att undanröja alla spår av mord.[källa behövs]

### Amerikanskt stöd
1999 beslutade Clintonadministrationen att offentliggöra dokument som dittills hållits hemliga, och sedan dess har tusentals dokument släppts av ett flertal myndigheter i USA. Enligt en CIA-rapport från 2000 hade den amerikanska underrättelseorganisationen CIA inte uppmanat till en militärkupp, men de var medvetna om att en kupp planerades, hade kontakt med några konspiratörer, och eftersom CIA inte försökte hindra maktövertagandet och dessutom hade försökt sätta igång en kupp 1970, så var det enligt rapporten troligt att det verkade som om de såg genom fingrarna med kuppen. Efter kuppen fortsatte CIA och USA:s regering att stödja militärjuntan.

## Rättsprocessen mot Pinochet
Trots att general Pinochet år 1978 lät stifta en amnestilag för att skydda sig själv och sina medarbetare från framtida åtal för människorättsbrott försökte anhöriga till militärdiktaturens offer efter Chiles demokratisering att få till stånd ett åtal mot honom för bl.a. statsterrorism och folkmord.
Under ett sjukhusbesök i Storbritannien år 1998 utfärdades en internationell häktningsorder för Augusto Pinochet på begäran av den spanske undersökningsdomaren Baltazar Garzon varefter Pinochet sattes i husarrest i London. Under tiden som han satt i husarrest gjorde Margaret Thatcher ett vänskapligt besök hos honom och både hon och USA:s f.d. president George H. W. Bush uppmanade de brittiska myndigheterna att släppa honom. Brittiska överhuset, som då fungerade som Storbritanniens högsta domstol, fastslog att han kunde utlämnas till Spanien på tortyranklagelserna vilket stöddes av bl.a. FN:s högkommissarie för mänskliga rättigheter som menade att så grova brott som tortyr faller under universell jurisdiktion. I januari 2000 ingrep dock den brittiske inrikesministern Jack Straw och hävdade att Pinochet inte kunde utlämnas av hälsoskäl. Trots att flera människorättsgrupper såsom Amnesty International protesterade och att de franska, belgiska och schweiziska regeringarna lämnade in varsina utlämningsförfrågningar gällande Pinochet släpptes han i mars 2000 på fri fot. Han hyllades av militären vid sin ankomst till Chile och erhöll kort därefter åtalsimmunitet i gengäld för att avgå som senator på livstid. I december 2000 förlorade han delvis åtalsimmuniteten och anklagades på över 170 punkter, bland annat för dödspatrullen Dödens karavan. Kort därefter ställdes rättegången in på grund av medicinska skäl. Enligt läkare led han av lätt demens vilket inte skulle hindra att han kunde delta i rättegångsförhandlingar. I juli 2002 ogillade högsta domstolen dock samtliga fall mot Pinochet just på grund av hälsoskäl. Åklagaren Hugo Guttierez sa i februari 2002 att Chiles rättsväsende var begränsat i sin förmåga att åtala Pinochet på grund av den pågående övergången till demokrati, regeringen oroade sig över vad försvarsmakten skulle göra om den förre arméchefen fälldes i domstol och försökte därför säkerställa att så inte skulle ske.
Den 26 augusti 2004 fastslog Chiles högsta domstol att åtalsimmuniteten inte längre gällde varpå rättsprocessen mot honom kunde återupptas. I oktober samma år beslutade den chilenska senaten med stor majoritet att överge delar av 1980 års författning, som röstats igenom under Pinochets styre och där det bl.a. föreskrevs att det för valda presidenter var förbjudet att avskeda medlemmarna i generalstaben, att det militärstyrda Nationella säkerhetsrådet hade rätt att handplocka nio senatorer samt att barn till exilchilenare inte automatiskt skulle beviljas chilenskt medborgarskap om de var födda utanför Chile. Den sistnämnda regeln införde Pinochet då han trodde att en majoritet av de utlandsfödda chilenarna skulle rösta på hans motståndare i framtida val. Efter författningsändringen blev sålunda barn till exilchilenare berättigade till medborgarskap även om de inte levt i landet.
En fransk undersökningsdomare beslutade den 22 oktober 2004 att pröva Pinochets inblandning i fyra franska medborgares död. Efter Pinochets död har det i nya rättsprocesser framkommit för generalen graverande uppgifter, såsom existensen av dittills okända tortyr- och förintelsecentret "Simón Bolívar" i Santiago och trovärdiga uppgifter från DINA-agenter om att Pinochet personligen tycks ha medverkat i repressiv verksamhet (tortyr) av det chilenska kommunistpartiets dåvarande ledare Victor Díaz Lopez.[källa behövs]

## Valechrapporten
I och med publiceringen av Valechrapporten 29 november 2004, en officiell, grundligt utförd analys av militärdiktaturen, som dokumenterar alla kända fall av mord, försvinnanden, politiska fångar och tortyr, anses  läget för Pinochets advokater allvarligt ha försämrats. Rapportens offentliggörande föranledde Chiles dåvarande arméchef att gå ut med en ursäkt för försvarets roll i övergreppen. Även om få idag tvivlar på det som i Chile länge avfärdades som "vänsterpropaganda", att militären utsatte en stor del av befolkningen för systematiska människorättsbrott, finns det fortfarande många på den chilenska högern som rättfärdigar militärdiktaturen med att Pinochet räddade landet från kommunismen.

## Miljonerna på Riggs Bank
Under 2004-2005 kom en undersökning utförd av ett utskott i den amerikanska kongressen fram till att amerikanska Riggs Bank hade hjälpt familjen Pinochet att gömma undan stora summor pengar utanför Chile. Genom ett invecklat nät av konton förfogade ex-presidentens familj över nära 200 miljoner kr. Varifrån en så pass ansenlig summa har kunnat komma har Pinochets jurister inte kunnat förklara på ett tillfredsställande vis. Det chilenska rättsväsendet visade under 2005 intresse för dessa konton. Den 10 augusti 2005 arresterades Pinochets hustru Lucía Hiriart Rodriguez samt en av deras söner som inblandade i affären. Det skedde på en inhemsk domares order, och ägde rum då Lucía besökte ett militärsjukhus för en hälsoundersökning. Lucía släpptes senare mot borgen, men kartläggningen av miljonerna fortsätter.[källa behövs]
Hela familjen Pinochet (förutom yngsta dottern), det vill säga båda makarna, två söner och två döttrar, står under brottsutredning för delaktighet i systemet med hemliga konton runt om i världen samt för skatteflykt. I januari 2006 försökte äldsta dottern Lucía Pinochet Hiriart undkomma utredningen genom att söka asyl i USA. De amerikanska myndigheterna gav henne inte asyl (officiellt drog hon själv tillbaka asylansökan) och hon skickades tillbaka till Chile, där hon togs om hand av chilensk polis när hon landade på Santiagos flygplats.[källa behövs]
Under 2006 fanns det uppgifter i chilenska medier att Pinochet hade gömt undan guld till ett värde av nio miljarder i den brittiska banken HSBC. Pinochets advokater förnekade detta och enligt banken hade en preliminär undersökning inte funnit att banken förvarade något guld åt Pinochet.

## Död och begravning
Augusto Pinochet drabbades av en hjärtinfarkt den 3 december 2006, några dagar efter att han satts i husarrest. Nästa dag beslutade Chiles appellationsdomstol att han skulle släppas från husarresten. Pinochet avled den 10 december på militärsjukhuset i Santiago. Det väckte viss uppmärksamhet när Storbritanniens före detta premiärminister Margaret Thatcher enligt en talesman sa att hon var "djupt sorgsen" över Pinochets död och sände sina "djupaste kondoleanser". Tusentals motståndare till Pinochet firade hans död över hela landet i en spontan och massiv glädjeyttring, bland annat i Santiago och Valparaiso. Kravaller bröt ut dock när en folkmassa försökte nå presidentpalatset i huvudstaden.
President Michelle Bachelet beslutade att Pinochet inte skulle få någon statsbegravning vilket före detta presidenter får i vanliga fall. Den enda representanten för regeringen som närvarade vid begravningen var försvarsministern Vivianne Blanlot som närvarade mot presidentens önskan. Begravningen av Pinochet hölls den 12 december. Runt 60 000 chilenare passerade kistan för att ta ett sista farväl. 5 000 personer fanns på plats i Santiago när militärbiskopen Juan Barros Madrid inledde högtidsstunden, många av dem militärer och talen som hölls var av apologetisk karaktär i försvar av militärdiktaturen.